# Comunità montana del Verbano
La Comunità Montana del Verbano era una comunità montana della regione Piemonte.

## Storia
La comunità montana è nata nel 2009, dell'accorpamento della comunità montana Valgrande, della comunità montana Alto Verbano e della comunità montana Valle Cannobina.
La sede legale era sita nel comune di Cambiasca mentre esistevano sedi distaccate a Ghiffa e Cavaglio-Spoccia.
L'ente è stato soppresso, insieme alle altre comunità montane del Piemonte, con la Legge regionale 28 settembre 2012, n. 11, e ad essa sono subentrate le seguenti unioni di comuni: "Lago Maggiore", "Valgrande e del lago di Mergozzo" e "Arizzano, Premeno e Vignone".

## I comuni
L'ente era composto da 20 comuni che si trovano nell'area nord occidentale dell'alto Lago Maggiore, sino al confine con la Svizzera, tutti compresi nella provincia del Verbano-Cusio-Ossola.
- Arizzano
- Aurano
- Bee
- Cambiasca
- Cannero Riviera
- Cannobio
- Caprezzo
- Cavaglio-Spoccia
- Cossogno
- Cursolo-Orasso

- Falmenta
- Ghiffa
- Gurro
- Intragna
- Miazzina
- Oggebbio
- Premeno
- San Bernardino Verbano
- Trarego Viggiona
- Vignone